# Sotto i colpi dell'aquila 2
Sotto i colpi dell'aquila 2 (Back in Action) è un film statunitense-canadese del 1994 diretto da Steve DiMarco e da Paul Ziller. È il seguito del film del 1992 Sotto i colpi dell'aquila, concluso con Sotto i colpi dell'aquila 3 del 1995 Il film viene conosciuto in Italia anche con Una spietata coppia di vendicatori.

## Trama
Tara, la sorella di un ex Berretto Verde statunitensi Billy è coinvolta in una relazione con un gangster Kasaijan, mettendo a repentaglio la sua vita per niente. Billy chiede aiuto a un ex detective della Polizia di New Orleans Frank Rossi che si è appena dimesso dalla polizia dopo l'omicidio del suo collega per mano dello stesso Kasajian durante un'operazione finita male.